# Istzeit
Als Istzeit wird im Arbeitsstudium die tatsächlich von Personal, Arbeitsgegenständen und Betriebsmitteln benötigte Arbeitszeit für die Ausführung bestimmter Ablaufabschnitte, Arbeitsabläufe, Arbeitsaufgaben, Arbeitspläne oder Kalkulationen bezeichnet. Pendant ist die Sollzeit.

## Allgemeines
Für die REFA sind Istzeiten bei der Zeitermittlung von zentraler Bedeutung, denn sie bilden unter anderem die Grundlage für die erstmalige Ermittlung von Sollzeiten. „Als Istzeit wird die Zeit bezeichnet, die den tatsächlichen Zeitbedarf eines real abgelaufenen Prozesses beschreibt und durch Messung oder Befragung gewonnen wurde“.

## Ermittlung
Die Ermittlung der Istzeit erfolgt durch direkte Messung an einem Arbeitsplatz durch einen Beobachter (im Rahmen einer Arbeitszeitstudie), durch Selbstaufschreibung, Befragung des Personals oder durch Einsatz von selbsttätigen Registrierinstumenten. 

## Wirtschaftliche Aspekte
Die einer Sollzeit zugrunde liegende Leistung wird als Bezugsleistung bezeichnet, der im Regelfall ein Leistungsgrad von 100 % zugeordnet wird. Dieser Leistungsgrad {\displaystyle L} ergibt sich aus der Gegenüberstellung der Sollzeit {\displaystyle t_{s}} mit der Istzeit {\displaystyle t_{i}}:
{\displaystyle L={\frac {t_{s}}{t_{i}}}\cdot 100\,\%}.
Da Soll- und Istzeit mit Soll- und Istleistung übereinstimmen, drückt der Leistungsgrad das Verhältnis einer beobachteten Ist-Leistung zu einer anzustrebenden Soll-Leistung aus.
Die Istzeit ist die tatsächlich geleistete Arbeitszeit bei der Entgeltabrechnung. Auf dem Arbeitszeitkonto werden Soll- und Istzeit gegenübergestellt.